# Jefim Dzigan
Jefim Dzigan (Moszkva, 1898. december 14. – Moszkva, 1981. december 31.) szovjet filmrendező, egyetemi tanár, állami díjas, a Szovjetunió népművésze.

## Életpályája
1924-ben került a filmhez. Mint színész, majd mint rendezőasszisztens és társoperatőr dolgozott. 1926-ban elvégezte Borisz Csajkovszkij filmiskoláját. Belorusz és grúz stúdiókban, s Moszkvában forgatott. 1932–1941 között, valamint 1954-ben a Moszfilm Stúdió filmrendezője volt. 1952-ben Almatiban dolgozott. 1958-tól a moszkvai Filmművészeti Főiskola (VGIK) oktatója volt; Elem Germanovics Klimov, Vladimir Grammatikov, Edmond Keossaïan tanára volt. 1966-ban professzor lett.

### Munkássága
Fő műve, a klasszikus értékű Kronstadti tengerészek (1936), Vszevolod Visnyevszkij forgatókönyve nyomán született. Stílusának jellegzetessége a forradalmi tűz, a természetes, magával ragadó pátosz. Érdeklődése általában a mozgalmas, a harcos, a már történelminek tekinthető témák felé vonzotta. Az 1939-es cannes-i filmfesztiválon bemutatták a Ha holnap háború lesz (1938) című filmjét. Filmszakíróként is nevet szerzett, több könyvet írt.

## Filmrendezései
- A sztresnyevi első trombitás (Pirveli korneti Streshniovi) (1928; Mihail Csiaureli-vel)
- A bíróságnak folytatnia kell… (Sud dolzhen prodolzhatsya) (1931)
- Asszony (Zhenshchina) (1932)
- Kronstadti tengerészek (My iz Kronshtadta) (1936)
- Ha holnap háború lesz (Esli zavtra voyna) (1938) (forgatókönyvíró is)
- A 25 éves Vörös Hadsereg filmkoncertje (Kinokontsert k 25-letiyu Krasnoy Armii) (1946; Szergej Geraszimovval és Mihail Konsztantyinovics Kalatozovval)
- Dzhambul (1952)
- Prolog (1956)
- Ugyanazon az oldalon (V yedinom stroyu) (1959) (forgatókönyvíró is)
- Oldhatatlan láng (Negasimoye plamya) (1964)
- Vasáradat (Zheleznyy potok) (1967) (forgatókönyvíró is)

## Díjai
- Sztálin-díj (1941)
- Szovjetunió Népművésze díj (1969)

## Fordítás
- Ez a szócikk részben vagy egészben  az   Efim Dzigan című francia Wikipédia-szócikk ezen változatának fordításán alapul.  Az eredeti cikk szerkesztőit annak laptörténete sorolja fel. Ez a jelzés csupán a megfogalmazás eredetét és a szerzői jogokat jelzi, nem szolgál a cikkben szereplő információk forrásmegjelöléseként.